# Unterseeboot UB-77
Pour les autres navires du même nom, voir Unterseeboot 77.
L'Unterseeboot UB-77 est un sous-marin (U-Boot) allemand de type UB III utilisé par la Kaiserliche Marine pendant la Première Guerre mondiale. Il est mis en service dans la marine impériale allemande le 2 octobre 1917.
L'UB-77 s’est rendu le 16 janvier 1919, conformément aux exigences de l’armistice avec l’Allemagne. Il a été démantelé à Swansea en 1921.

## Conception
Comme tous les sous-marins de type UB III, l'UB-77 avait un déplacement de 516 tonnes en surface et de 648 tonnes en immersion. Ses moteurs lui permettaient de naviguer à 13,6 nœuds (25,2 km/h) en surface et à 7,8 nœuds (14,4 km/h) en immersion. Il avait une autonomie de 8680 milles marins (16080 km) à sa vitesse de croisière. L'UB-77 transportait 10 torpilles et était armé d’un canon de pont de 8,8 cm. L'UB-77 avait un équipage pouvant compter jusqu’à 3 officiers et 31 hommes. 

## Carrière
L'UB-77 a été commandé par le GIN le 23 septembre 1916. Il a été construit par Blohm & Voss à Hambourg. Après un peu moins d’un an de construction, il a été lancé à Hambourg le 5 mai 1917. L'UB-77 a été mis en service plus tard la même année sous le commandement du Kapitänleutnant' Wilhelm Meyer.

## Affectations
- V Flottille : du 30 novembre 1917 au 17 avril 1918
- Flottille I : du 17 avril au 11 novembre 1918[4].

## Commandants
- Kapitänleutnant Wilhelm Meyer[5] : du 2 octobre 1917 au 14 juin 1918
- Oberleutnant zur See Franz Maurer[6] : du 15 juin au 11 novembre 1918

## Navires coulés
| Date           | Nom         | Nationalité    | Tonnage | Destin.   |
| -------------- | ----------- | -------------- | ------- | --------- |
| 5 février 1918 | SS Tuscania | United Kingdom | 14348   | Coulé     |
| 31 mars 1918   | RMS Celtic  | United Kingdom | 20904   | Endommagé |
| 28 août 1918   | Lompoc      | United Kingdom | 7270    | Endommagé |